# Сонет триолетно-октавный
Соне́т триоле́тно-окта́вный — стихотворение Фёдора Сологуба, датированное 19 июля 1920 года. Представляет собой эксперимент в области строфики: первые восемь стихов текста составляют триолет, завершающие восемь стихов — октаву (седьмая и восьмая строки, таким образом, входят и в триолет, и в октаву), а 14-строчное целое является сонетом английского (шекспировского) типа (три катрена и заключительное двустишие). «Сонет триолетно-октавный» — позднее проявление постоянного интереса Сологуба к твёрдым формам вообще и к триолету в особенности.

## Текст стихотворения
Нисходит милая прохлада,

В саду не шелохнётся лист,

Простор за Волгой нежно-мглист

Нисходит милая прохлада

На задремавший сумрак сада,

Где воздух сладостно-душист.

Нисходит милая прохлада,

В саду не шелохнется лист.

В душе смиряется досада,

И снова облик жизни чист,

И вновь душа беспечно рада,

Как будто соловьиный свист

Звучит в нерукотворном храме,

Победное колебля знамя.